# Amstel Gold Race 2024
L'Amstel Gold Race 2024 fou la 58a edició de la cursa ciclista Amstel Gold Race. La cursa es disputà el 14 d'abril de 2024 i tingué un recorregut de 254 quilòmetres. Aquesta cursa, inaugurà les Clàssiques de les Ardenes del 2024 i també fou el 17è esdeveniment de l'UCI World Tour 2024.
El britànic Tom Pidcock (Ineos Grenadiers) s'emportà la victòria, després de guanyar l'sprint final contra Marc Hirschi (UAE Team Emirates) i Tiesj Benoot (Team Visma-Lease a Bike), qui ocuparen el segon i tercer esglaó del podi, respectivament.

## Equips
Un total de 25 equips participaren a la cursa, dels quals 18 foren els equips del WorldTour i els altres 7 foren equips de l'UCI ProTeam.
| WorldTeams (18)- Decathlon-AG2R La Mondiale - Alpecin-Deceuninck - Arkéa-B&B Hotels - Astana Qazaqstan Team - Bahrain Victorious - Bora-Hansgrohe - Cofidis - EF Education-EasyPost - Groupama-FDJ - Ineos Grenadiers - Intermarché-Wanty - Team Visma \| Lease a Bike - Lidl-Trek - Movistar Team - Soudal Quick-Step - Team dsm-firmenich PostNL - Team Jayco AlUla - UAE Team Emirates ProTeams (7)- Israel-Premier Tech - Lotto Dstny - Q36.5 Pro Cycling Team - Team Flanders-Baloise - Tudor Pro Cycling Team - Uno-X Mobility - TDT-Unibet |
| |

## Classificació final
| \| Classificació general \| Classificació general \| Classificació general \| Classificació general \| Classificació general \| \| Corredor \| Corredor \| Equip \| Temps \| \| \| --------------------- \| ----------------------------- \| -------------------------- \| --------------------- \| --------------------- \| \| 1r \| Thomas Pidcock \| Ineos Grenadiers \| 5h 58' 17" \| \| \| 2n \| Marc Hirschi \| UAE Team Emirates \| + 0" \| \| \| 3r \| Tiesj Benoot \| Team Visma \\| Lease a Bike \| + 0" \| \| \| 4t \| Mauri Vansevenant \| Soudal Quick-Step \| + 0" \| \| \| 5è \| Paul Lapeira \| Decathlon-AG2R La Mondiale \| + 0" \| \| \| 6è \| Valentin Madouas \| Groupama-FDJ \| + 0" \| \| \| 7è \| Bauke Mollema \| Lidl-Trek \| + 0" \| \| \| 8è \| Quentin Pacher \| Groupama-FDJ \| + 0" \| \| \| 9è \| Peio Bilbao López de Armentia \| Bahrain Victorious \| + 0" \| \| \| 10è \| Michael Matthews \| Team Jayco AlUla \| + 11" \| \| |                               |                            |            |
| |                               |                            |            |
| Font: ProCyclingStats |                               |                            |            |
| Classificació general |                               |                            |            |
| Corredor | Corredor                      | Equip                      | Temps      |
| 1r | Thomas Pidcock                | Ineos Grenadiers           | 5h 58' 17" |
| 2n | Marc Hirschi                  | UAE Team Emirates          | + 0"       |
| 3r | Tiesj Benoot                  | Team Visma \| Lease a Bike | + 0"       |
| 4t | Mauri Vansevenant             | Soudal Quick-Step          | + 0"       |
| 5è | Paul Lapeira                  | Decathlon-AG2R La Mondiale | + 0"       |
| 6è | Valentin Madouas              | Groupama-FDJ               | + 0"       |
| 7è | Bauke Mollema                 | Lidl-Trek                  | + 0"       |
| 8è | Quentin Pacher                | Groupama-FDJ               | + 0"       |
| 9è | Peio Bilbao López de Armentia | Bahrain Victorious         | + 0"       |
| 10è | Michael Matthews              | Team Jayco AlUla           | + 11"      |

## Participants
| UAE Team Emirates UAD | UAE Team Emirates UAD     | UAE Team Emirates UAD |
| --------------------- | ------------------------- | --------------------- |
| Núm                   | Ciclista                  | Pos                   |
| 1                     | Juan Ayuso Pesquera (ESP) | 21è                   |
| 2                     | Jan Christen (SUI)        | 30è                   |
| 3                     | Sjoerd Bax (NED)          | 79è                   |
| 4                     | Finn Fisher-Black (NZL)   | 111è                  |
| 5                     | João Almeida (POR)        | 38è                   |
| 6                     | Marc Hirschi (SUI) (ruta) | 2n                    |
| 7                     | Brandon McNulty (USA)     | 52è                   |

| EF Education-EasyPost EFE | EF Education-EasyPost EFE               | EF Education-EasyPost EFE |
| ------------------------- | --------------------------------------- | ------------------------- |
| Núm                       | Ciclista                                | Pos                       |
| 11                        | Ben Healy (IRL) (ruta)                  | 45è                       |
| 12                        | Richard Carapaz Montenegro (ECU) (ruta) | 51è                       |
| 13                        | Owain Doull (GBR)                       | 122è                      |
| 14                        | Mikkel Frølich Honoré (DEN)             | 28è                       |
| 15                        | Lukas Nerurkar (GBR)                    | 114è                      |
| 16                        | James Shaw (GBR)                        | 72è                       |
| 17                        | Marijn van den Berg (NED)               | 11è                       |

| Ineos Grenadiers IGD | Ineos Grenadiers IGD        | Ineos Grenadiers IGD |
| -------------------- | --------------------------- | -------------------- |
| Núm                  | Ciclista                    | Pos                  |
| 21                   | Thomas Pidcock (GBR)        | 1r                   |
| 22                   | Michał Kwiatkowski (POL)    | 35è                  |
| 23                   | Omar Fraile Matarranz (ESP) | DNF                  |
| 24                   | Brandon Rivera (COL)        | 83è                  |
| 25                   | Connor Swift (GBR)          | DNF                  |
| 26                   | Ben Turner (GBR)            | 115è                 |
| 27                   | Cameron Wurf (AUS)          | DNF                  |

| Alpecin-Deceuninck ADC | Alpecin-Deceuninck ADC            | Alpecin-Deceuninck ADC |
| ---------------------- | --------------------------------- | ---------------------- |
| Núm                    | Ciclista                          | Pos                    |
| 31                     | Mathieu van der Poel (NED) (ruta) | 22è                    |
| 32                     | Gianni Vermeersch (BEL)           | DNF                    |
| 33                     | Quinten Hermans (BEL)             | 80è                    |
| 34                     | Søren Kragh Andersen (DEN)        | 112è                   |
| 35                     | Axel Laurance (FRA)               | 90è                    |
| 36                     | Xandro Meurisse (BEL)             | 93è                    |
| 37                     | Oscar Riesebeek (NED)             | DNF                    |

| Team Visma \| Lease a Bike TVL | Team Visma \| Lease a Bike TVL | Team Visma \| Lease a Bike TVL |
| ------------------------------ | ------------------------------ | ------------------------------ |
| Núm                            | Ciclista                       | Pos                            |
| 41                             | Tiesj Benoot (BEL)             | 3r                             |
| 42                             | Per Strand Hagenes (NOR)       | 107è                           |
| 43                             | Matteo Jorgenson (USA)         | 37è                            |
| 44                             | Milan Vader (NED)              | 109è                           |
| 45                             | Johannes Staune-Mittet (NOR)   | DNF                            |
| 46                             | Julien Vermote (BEL)           | 86è                            |
| 47                             | Tosh Van der Sande (BEL)       | DNF                            |

| Soudal Quick-Step SOQ | Soudal Quick-Step SOQ   | Soudal Quick-Step SOQ |
| --------------------- | ----------------------- | --------------------- |
| Núm                   | Ciclista                | Pos                   |
| 51                    | Antoine Huby (FRA)      | 102è                  |
| 52                    | Mauri Vansevenant (BEL) | 4t                    |
| 53                    | Gil Gelders (BEL)       | 65è                   |
| 54                    | Junior Lecerf (BEL)     | 56è                   |
| 55                    | Pepijn Reinderink (NED) | 68è                   |
| 56                    | Jordi Warlop (BEL)      | DNF                   |
| 57                    | Louis Vervaeke (BEL)    | 67è                   |

| Team dsm-firmenich PostNL DFP | Team dsm-firmenich PostNL DFP | Team dsm-firmenich PostNL DFP |
| ----------------------------- | ----------------------------- | ----------------------------- |
| Núm                           | Ciclista                      | Pos                           |
| 61                            | Warren Barguil (FRA)          | DNF                           |
| 62                            | Enzo Leijnse (NED)            | 120è                          |
| 63                            | Tim Naberman (NED)            | DNF                           |
| 64                            | Oscar Onley (GBR)             | DNF                           |
| 65                            | Martijn Tusveld (NED)         | 118è                          |
| 66                            | Frank van den Broek (NED)     | 61è                           |
| 67                            | Kevin Vermaerke (USA)         | 24è                           |

| Bora-Hansgrohe BOH | Bora-Hansgrohe BOH          | Bora-Hansgrohe BOH |
| ------------------ | --------------------------- | ------------------ |
| Núm                | Ciclista                    | Pos                |
| 71                 | Maximilian Schachmann (GER) | 106è               |
| 72                 | Roger Adrià Oliveras (ESP)  | 14è                |
| 73                 | Giovanni Aleotti (ITA)      | 74è                |
| 74                 | Alexander Hajek (AUT)       | DNF                |
| 75                 | Bob Jungels (LUX)           | 33è                |
| 76                 | Matteo Sobrero (ITA)        | DNF                |
| 77                 | Frederik Wandahl (DEN)      | 73è                |

| Astana Qazaqstan Team AST | Astana Qazaqstan Team AST   | Astana Qazaqstan Team AST |
| ------------------------- | --------------------------- | ------------------------- |
| Núm                       | Ciclista                    | Pos                       |
| 81                        | Samuele Battistella (ITA)   | 53è                       |
| 82                        | Anthon Charmig (DEN)        | 48è                       |
| 83                        | Igor Chzhan (KAZ)           | DNF                       |
| 84                        | Yevgeniy Fedorov (KAZ)      | DNF                       |
| 85                        | Max Kanter (GER)            | 104è                      |
| 86                        | Cristian Scaroni (ITA)      | 32è                       |
| 87                        | Simone Velasco (ITA) (ruta) | 18è                       |

| Team Jayco AlUla JAY | Team Jayco AlUla JAY   | Team Jayco AlUla JAY |
| -------------------- | ---------------------- | -------------------- |
| Núm                  | Ciclista               | Pos                  |
| 91                   | Michael Matthews (AUS) | 10è                  |
| 92                   | Lawson Craddock (USA)  | 81è                  |
| 93                   | Anders Foldager (DEN)  | DNF                  |
| 94                   | Luke Durbridge (AUS)   | 123è                 |
| 95                   | Felix Engelhardt (GER) | DNF                  |
| 96                   | Jan Maas (NED)         | DNF                  |
| 97                   | Mauro Schmid (SUI)     | 82è                  |

| Intermarché-Wanty IWA | Intermarché-Wanty IWA   | Intermarché-Wanty IWA |
| --------------------- | ----------------------- | --------------------- |
| Núm                   | Ciclista                | Pos                   |
| 101                   | Lorenzo Rota (ITA)      | 19è                   |
| 102                   | Vito Braet (BEL)        | 13è                   |
| 103                   | Francesco Busatto (ITA) | 57è                   |
| 104                   | Dries De Pooter (BEL)   | 89è                   |
| 105                   | Tom Paquot (BEL)        | DNF                   |
| 106                   | Alexy Faure Prost (FRA) | DNF                   |
| 107                   | Georg Zimmermann (GER)  | 42è                   |

| Lidl-Trek LTK | Lidl-Trek LTK                  | Lidl-Trek LTK |
| ------------- | ------------------------------ | ------------- |
| Núm           | Ciclista                       | Pos           |
| 111           | Andrea Bagioli (ITA)           | 75è           |
| 112           | Julien Bernard (FRA)           | DNF           |
| 113           | Bauke Mollema (NED)            | 7è            |
| 114           | Fabio Felline (ITA)            | DNF           |
| 115           | Sam Oomen (NED)                | 47è           |
| 116           | Mattias Skjelmose (DEN) (ruta) | 17è           |
| 117           | Toms Skujiņš (LAT)             | 39è           |

| Decathlon-AG2R La Mondiale DAT | Decathlon-AG2R La Mondiale DAT | Decathlon-AG2R La Mondiale DAT |
| ------------------------------ | ------------------------------ | ------------------------------ |
| Núm                            | Ciclista                       | Pos                            |
| 121                            | Benoît Cosnefroy (FRA)         | 16è                            |
| 122                            | Pierre Gautherat (FRA)         | 98è                            |
| 123                            | Dorian Godon (FRA)             | 36è                            |
| 124                            | Paul Lapeira (FRA)             | 5è                             |
| 125                            | Oliver Naesen (BEL)            | 108è                           |
| 126                            | Alan Retailleau (FRA)          | 119è                           |
| 127                            | Damien Touzé (FRA)             | 92è                            |

| Arkéa-B&B Hotels ARK | Arkéa-B&B Hotels ARK    | Arkéa-B&B Hotels ARK |
| -------------------- | ----------------------- | -------------------- |
| Núm                  | Ciclista                | Pos                  |
| 131                  | Vincenzo Albanese (ITA) | 110è                 |
| 132                  | Anthony Delaplace (FRA) | 69è                  |
| 133                  | Simon Guglielmi (FRA)   | 125è                 |
| 134                  | Laurens Huys (BEL)      | 71è                  |
| 135                  | Mathis Le Berre (FRA)   | 66è                  |
| 136                  | Kévin Vauquelin (FRA)   | 41è                  |
| 137                  | Matis Louvel (FRA)      | DNF                  |

| Groupama-FDJ GFC | Groupama-FDJ GFC              | Groupama-FDJ GFC |
| ---------------- | ----------------------------- | ---------------- |
| Núm              | Ciclista                      | Pos              |
| 141              | Valentin Madouas (FRA) (ruta) | 6è               |
| 142              | Lorenzo Germani (ITA)         | 99è              |
| 143              | Romain Grégoire (FRA)         | 12è              |
| 144              | Stefan Küng (SUI)             | 29è              |
| 145              | Quentin Pacher (FRA)          | 8è               |
| 146              | Rémy Rochas (FRA)             | 103è             |
| 147              | Clément Russo (FRA)           | DNF              |

| Bahrain Victorious TBV | Bahrain Victorious TBV              | Bahrain Victorious TBV |
| ---------------------- | ----------------------------------- | ---------------------- |
| Núm                    | Ciclista                            | Pos                    |
| 151                    | Peio Bilbao López de Armentia (ESP) | 9è                     |
| 152                    | Nicolò Buratti (ITA)                | 59è                    |
| 153                    | Matevž Govekar (SLO)                | DNF                    |
| 154                    | Yukiya Arashiro (JPN)               | 95è                    |
| 155                    | Fran Miholjević (CRO)               | DNF                    |
| 156                    | Łukasz Wiśniowski (POL)             | DNF                    |
| 157                    | Fred Wright (GBR) (ruta)            | 44è                    |

| Cofidis COF | Cofidis COF                   | Cofidis COF |
| ----------- | ----------------------------- | ----------- |
| Núm         | Ciclista                      | Pos         |
| 161         | Axel Mariault (FRA)           | DNF         |
| 162         | Ben Hermans (BEL)             | DNF         |
| 163         | Gorka Izagirre Insausti (ESP) | DNF         |
| 164         | Ion Izagirre Insausti (ESP)   | DNF         |
| 165         | Christophe Noppe (BEL)        | DNF         |
| 166         | Alexis Renard (FRA)           | DNF         |
| 167         | Ludovic Robeet (BEL)          | DNF         |

| Movistar Team MOV | Movistar Team MOV             | Movistar Team MOV |
| ----------------- | ----------------------------- | ----------------- |
| Núm               | Ciclista                      | Pos               |
| 171               | Alexander Aranburu Deba (ESP) | 113è              |
| 172               | Jorge Arcas (ESP)             | 121è              |
| 173               | Jon Barrenetxea (ESP)         | DNF               |
| 174               | Carlos Canal Blanco (ESP)     | 105è              |
| 175               | Davide Formolo (ITA)          | 46è               |
| 176               | Iván García Cortina (ESP)     | 84è               |
| 177               | Johan Jacobs (SUI)            | DNF               |

| TDT-Unibet TDT | TDT-Unibet TDT           | TDT-Unibet TDT |
| -------------- | ------------------------ | -------------- |
| Núm            | Ciclista                 | Pos            |
| 181            | Hartthijs de Vries (NED) | 88è            |
| 182            | Owen Geleijn (NED)       | 101è           |
| 183            | Jelle Johannink (NED)    | 55è            |
| 184            | Tomáš Kopecký (CZE)      | 116è           |
| 185            | Zeb Kyffin (GBR)         | 117è           |
| 186            | Lander Loockx (BEL)      | DNF            |
| 187            | Adam Ťoupalík (CZE)      | 64è            |

| Uno-X Mobility UXM | Uno-X Mobility UXM               | Uno-X Mobility UXM |
| ------------------ | -------------------------------- | ------------------ |
| Núm                | Ciclista                         | Pos                |
| 191                | Martin Bugge Urianstad (NOR)     | 91è                |
| 192                | Odd Christian Eiking (NOR)       | 25è                |
| 193                | Markus Hoelgaard (NOR)           | 34è                |
| 194                | Anders Halland Johannessen (NOR) | DNF                |
| 195                | Tobias Halland Johannessen (NOR) | 70è                |
| 196                | Andreas Leknessund (NOR)         | 26è                |
| 197                | Anders Skaarseth (NOR)           | 97è                |

| Team Flanders-Baloise TFB | Team Flanders-Baloise TFB | Team Flanders-Baloise TFB |
| ------------------------- | ------------------------- | ------------------------- |
| Núm                       | Ciclista                  | Pos                       |
| 201                       | Kamiel Bonneu (BEL)       | 31è                       |
| 202                       | Toon Clynhens (BEL)       | DNF                       |
| 203                       | Lars Craps (BEL)          | DNF                       |
| 204                       | Ward Vanhoof (BEL)        | DNF                       |
| 205                       | Elias Maris (BEL)         | 87è                       |
| 206                       | Vincent Van Hemelen (BEL) | DNF                       |
| 207                       | Dylan Vandenstorme (BEL)  | DNF                       |

| Israel-Premier Tech IPT | Israel-Premier Tech IPT | Israel-Premier Tech IPT |
| ----------------------- | ----------------------- | ----------------------- |
| Núm                     | Ciclista                | Pos                     |
| 211                     | Simon Clarke (AUS)      | 54è                     |
| 212                     | Jakob Fuglsang (DEN)    | 76è                     |
| 213                     | Krists Neilands (LAT)   | 100è                    |
| 214                     | Corbin Strong (NZL)     | 96è                     |
| 215                     | Dylan Teuns (BEL)       | 15è                     |
| 216                     | Stephen Williams (GBR)  | 43è                     |
| 217                     | Jake Stewart (GBR)      | DNF                     |

| Lotto Dstny LTD | Lotto Dstny LTD             | Lotto Dstny LTD |
| --------------- | --------------------------- | --------------- |
| Núm             | Ciclista                    | Pos             |
| 221             | Maxim Van Gils (BEL)        | 20è             |
| 222             | Jenno Berckmoes (BEL)       | 60è             |
| 223             | Jarrad Drizners (AUS)       | DNF             |
| 224             | Pascal Eenkhoorn (NED)      | 58è             |
| 225             | Andreas Kron (DEN)          | 40è             |
| 226             | Mathijs Paasschens (NED)    | DNF             |
| 227             | Jonas Gregaard Wilsly (DEN) | 78è             |

| Tudor Pro Cycling Team TUD | Tudor Pro Cycling Team TUD     | Tudor Pro Cycling Team TUD |
| -------------------------- | ------------------------------ | -------------------------- |
| Núm                        | Ciclista                       | Pos                        |
| 231                        | Sebastian Kolze Changizi (DEN) | DNF                        |
| 232                        | Aloïs Charrin (FRA)            | DNF                        |
| 233                        | Jacob Eriksson (SWE)           | 94è                        |
| 234                        | Lucas Eriksson (SWE) (ruta)    | 50è                        |
| 235                        | Miká Heming (GER)              | DNF                        |
| 236                        | Alexander Kamp (DEN)           | 27è                        |
| 237                        | Arthur Kluckers (LUX)          | DNF                        |

| Q36.5 Pro Cycling Team Q36 | Q36.5 Pro Cycling Team Q36       | Q36.5 Pro Cycling Team Q36 |
| -------------------------- | -------------------------------- | -------------------------- |
| Núm                        | Ciclista                         | Pos                        |
| 241                        | Gianluca Brambilla (ITA)         | 23è                        |
| 242                        | Walter Calzoni (ITA)             | 85è                        |
| 243                        | David de la Cruz Melgarejo (ESP) | 62è                        |
| 244                        | Mark Donovan (GBR)               | 49è                        |
| 245                        | Alessandro Fancellu (ITA)        | 63è                        |
| 246                        | Damien Howson (AUS)              | 124è                       |
| 247                        | Joey Rosskopf (USA)              | DNF                        |

| UAE Team Emirates UAD | UAE Team Emirates UAD     | UAE Team Emirates UAD |
| --------------------- | ------------------------- | --------------------- |
| Núm                   | Ciclista                  | Pos                   |
| 1                     | Juan Ayuso Pesquera (ESP) | 21è                   |
| 2                     | Jan Christen (SUI)        | 30è                   |
| 3                     | Sjoerd Bax (NED)          | 79è                   |
| 4                     | Finn Fisher-Black (NZL)   | 111è                  |
| 5                     | João Almeida (POR)        | 38è                   |
| 6                     | Marc Hirschi (SUI) (ruta) | 2n                    |
| 7                     | Brandon McNulty (USA)     | 52è                   |

| EF Education-EasyPost EFE | EF Education-EasyPost EFE               | EF Education-EasyPost EFE |
| ------------------------- | --------------------------------------- | ------------------------- |
| Núm                       | Ciclista                                | Pos                       |
| 11                        | Ben Healy (IRL) (ruta)                  | 45è                       |
| 12                        | Richard Carapaz Montenegro (ECU) (ruta) | 51è                       |
| 13                        | Owain Doull (GBR)                       | 122è                      |
| 14                        | Mikkel Frølich Honoré (DEN)             | 28è                       |
| 15                        | Lukas Nerurkar (GBR)                    | 114è                      |
| 16                        | James Shaw (GBR)                        | 72è                       |
| 17                        | Marijn van den Berg (NED)               | 11è                       |

| Ineos Grenadiers IGD | Ineos Grenadiers IGD        | Ineos Grenadiers IGD |
| -------------------- | --------------------------- | -------------------- |
| Núm                  | Ciclista                    | Pos                  |
| 21                   | Thomas Pidcock (GBR)        | 1r                   |
| 22                   | Michał Kwiatkowski (POL)    | 35è                  |
| 23                   | Omar Fraile Matarranz (ESP) | DNF                  |
| 24                   | Brandon Rivera (COL)        | 83è                  |
| 25                   | Connor Swift (GBR)          | DNF                  |
| 26                   | Ben Turner (GBR)            | 115è                 |
| 27                   | Cameron Wurf (AUS)          | DNF                  |

| Alpecin-Deceuninck ADC | Alpecin-Deceuninck ADC            | Alpecin-Deceuninck ADC |
| ---------------------- | --------------------------------- | ---------------------- |
| Núm                    | Ciclista                          | Pos                    |
| 31                     | Mathieu van der Poel (NED) (ruta) | 22è                    |
| 32                     | Gianni Vermeersch (BEL)           | DNF                    |
| 33                     | Quinten Hermans (BEL)             | 80è                    |
| 34                     | Søren Kragh Andersen (DEN)        | 112è                   |
| 35                     | Axel Laurance (FRA)               | 90è                    |
| 36                     | Xandro Meurisse (BEL)             | 93è                    |
| 37                     | Oscar Riesebeek (NED)             | DNF                    |

| Team Visma \| Lease a Bike TVL | Team Visma \| Lease a Bike TVL | Team Visma \| Lease a Bike TVL |
| ------------------------------ | ------------------------------ | ------------------------------ |
| Núm                            | Ciclista                       | Pos                            |
| 41                             | Tiesj Benoot (BEL)             | 3r                             |
| 42                             | Per Strand Hagenes (NOR)       | 107è                           |
| 43                             | Matteo Jorgenson (USA)         | 37è                            |
| 44                             | Milan Vader (NED)              | 109è                           |
| 45                             | Johannes Staune-Mittet (NOR)   | DNF                            |
| 46                             | Julien Vermote (BEL)           | 86è                            |
| 47                             | Tosh Van der Sande (BEL)       | DNF                            |

| Soudal Quick-Step SOQ | Soudal Quick-Step SOQ   | Soudal Quick-Step SOQ |
| --------------------- | ----------------------- | --------------------- |
| Núm                   | Ciclista                | Pos                   |
| 51                    | Antoine Huby (FRA)      | 102è                  |
| 52                    | Mauri Vansevenant (BEL) | 4t                    |
| 53                    | Gil Gelders (BEL)       | 65è                   |
| 54                    | Junior Lecerf (BEL)     | 56è                   |
| 55                    | Pepijn Reinderink (NED) | 68è                   |
| 56                    | Jordi Warlop (BEL)      | DNF                   |
| 57                    | Louis Vervaeke (BEL)    | 67è                   |

| Team dsm-firmenich PostNL DFP | Team dsm-firmenich PostNL DFP | Team dsm-firmenich PostNL DFP |
| ----------------------------- | ----------------------------- | ----------------------------- |
| Núm                           | Ciclista                      | Pos                           |
| 61                            | Warren Barguil (FRA)          | DNF                           |
| 62                            | Enzo Leijnse (NED)            | 120è                          |
| 63                            | Tim Naberman (NED)            | DNF                           |
| 64                            | Oscar Onley (GBR)             | DNF                           |
| 65                            | Martijn Tusveld (NED)         | 118è                          |
| 66                            | Frank van den Broek (NED)     | 61è                           |
| 67                            | Kevin Vermaerke (USA)         | 24è                           |

| Bora-Hansgrohe BOH | Bora-Hansgrohe BOH          | Bora-Hansgrohe BOH |
| ------------------ | --------------------------- | ------------------ |
| Núm                | Ciclista                    | Pos                |
| 71                 | Maximilian Schachmann (GER) | 106è               |
| 72                 | Roger Adrià Oliveras (ESP)  | 14è                |
| 73                 | Giovanni Aleotti (ITA)      | 74è                |
| 74                 | Alexander Hajek (AUT)       | DNF                |
| 75                 | Bob Jungels (LUX)           | 33è                |
| 76                 | Matteo Sobrero (ITA)        | DNF                |
| 77                 | Frederik Wandahl (DEN)      | 73è                |

| Astana Qazaqstan Team AST | Astana Qazaqstan Team AST   | Astana Qazaqstan Team AST |
| ------------------------- | --------------------------- | ------------------------- |
| Núm                       | Ciclista                    | Pos                       |
| 81                        | Samuele Battistella (ITA)   | 53è                       |
| 82                        | Anthon Charmig (DEN)        | 48è                       |
| 83                        | Igor Chzhan (KAZ)           | DNF                       |
| 84                        | Yevgeniy Fedorov (KAZ)      | DNF                       |
| 85                        | Max Kanter (GER)            | 104è                      |
| 86                        | Cristian Scaroni (ITA)      | 32è                       |
| 87                        | Simone Velasco (ITA) (ruta) | 18è                       |

| Team Jayco AlUla JAY | Team Jayco AlUla JAY   | Team Jayco AlUla JAY |
| -------------------- | ---------------------- | -------------------- |
| Núm                  | Ciclista               | Pos                  |
| 91                   | Michael Matthews (AUS) | 10è                  |
| 92                   | Lawson Craddock (USA)  | 81è                  |
| 93                   | Anders Foldager (DEN)  | DNF                  |
| 94                   | Luke Durbridge (AUS)   | 123è                 |
| 95                   | Felix Engelhardt (GER) | DNF                  |
| 96                   | Jan Maas (NED)         | DNF                  |
| 97                   | Mauro Schmid (SUI)     | 82è                  |

| Intermarché-Wanty IWA | Intermarché-Wanty IWA   | Intermarché-Wanty IWA |
| --------------------- | ----------------------- | --------------------- |
| Núm                   | Ciclista                | Pos                   |
| 101                   | Lorenzo Rota (ITA)      | 19è                   |
| 102                   | Vito Braet (BEL)        | 13è                   |
| 103                   | Francesco Busatto (ITA) | 57è                   |
| 104                   | Dries De Pooter (BEL)   | 89è                   |
| 105                   | Tom Paquot (BEL)        | DNF                   |
| 106                   | Alexy Faure Prost (FRA) | DNF                   |
| 107                   | Georg Zimmermann (GER)  | 42è                   |

| Lidl-Trek LTK | Lidl-Trek LTK                  | Lidl-Trek LTK |
| ------------- | ------------------------------ | ------------- |
| Núm           | Ciclista                       | Pos           |
| 111           | Andrea Bagioli (ITA)           | 75è           |
| 112           | Julien Bernard (FRA)           | DNF           |
| 113           | Bauke Mollema (NED)            | 7è            |
| 114           | Fabio Felline (ITA)            | DNF           |
| 115           | Sam Oomen (NED)                | 47è           |
| 116           | Mattias Skjelmose (DEN) (ruta) | 17è           |
| 117           | Toms Skujiņš (LAT)             | 39è           |

| Decathlon-AG2R La Mondiale DAT | Decathlon-AG2R La Mondiale DAT | Decathlon-AG2R La Mondiale DAT |
| ------------------------------ | ------------------------------ | ------------------------------ |
| Núm                            | Ciclista                       | Pos                            |
| 121                            | Benoît Cosnefroy (FRA)         | 16è                            |
| 122                            | Pierre Gautherat (FRA)         | 98è                            |
| 123                            | Dorian Godon (FRA)             | 36è                            |
| 124                            | Paul Lapeira (FRA)             | 5è                             |
| 125                            | Oliver Naesen (BEL)            | 108è                           |
| 126                            | Alan Retailleau (FRA)          | 119è                           |
| 127                            | Damien Touzé (FRA)             | 92è                            |

| Arkéa-B&B Hotels ARK | Arkéa-B&B Hotels ARK    | Arkéa-B&B Hotels ARK |
| -------------------- | ----------------------- | -------------------- |
| Núm                  | Ciclista                | Pos                  |
| 131                  | Vincenzo Albanese (ITA) | 110è                 |
| 132                  | Anthony Delaplace (FRA) | 69è                  |
| 133                  | Simon Guglielmi (FRA)   | 125è                 |
| 134                  | Laurens Huys (BEL)      | 71è                  |
| 135                  | Mathis Le Berre (FRA)   | 66è                  |
| 136                  | Kévin Vauquelin (FRA)   | 41è                  |
| 137                  | Matis Louvel (FRA)      | DNF                  |

| Groupama-FDJ GFC | Groupama-FDJ GFC              | Groupama-FDJ GFC |
| ---------------- | ----------------------------- | ---------------- |
| Núm              | Ciclista                      | Pos              |
| 141              | Valentin Madouas (FRA) (ruta) | 6è               |
| 142              | Lorenzo Germani (ITA)         | 99è              |
| 143              | Romain Grégoire (FRA)         | 12è              |
| 144              | Stefan Küng (SUI)             | 29è              |
| 145              | Quentin Pacher (FRA)          | 8è               |
| 146              | Rémy Rochas (FRA)             | 103è             |
| 147              | Clément Russo (FRA)           | DNF              |

| Bahrain Victorious TBV | Bahrain Victorious TBV              | Bahrain Victorious TBV |
| ---------------------- | ----------------------------------- | ---------------------- |
| Núm                    | Ciclista                            | Pos                    |
| 151                    | Peio Bilbao López de Armentia (ESP) | 9è                     |
| 152                    | Nicolò Buratti (ITA)                | 59è                    |
| 153                    | Matevž Govekar (SLO)                | DNF                    |
| 154                    | Yukiya Arashiro (JPN)               | 95è                    |
| 155                    | Fran Miholjević (CRO)               | DNF                    |
| 156                    | Łukasz Wiśniowski (POL)             | DNF                    |
| 157                    | Fred Wright (GBR) (ruta)            | 44è                    |

| Cofidis COF | Cofidis COF                   | Cofidis COF |
| ----------- | ----------------------------- | ----------- |
| Núm         | Ciclista                      | Pos         |
| 161         | Axel Mariault (FRA)           | DNF         |
| 162         | Ben Hermans (BEL)             | DNF         |
| 163         | Gorka Izagirre Insausti (ESP) | DNF         |
| 164         | Ion Izagirre Insausti (ESP)   | DNF         |
| 165         | Christophe Noppe (BEL)        | DNF         |
| 166         | Alexis Renard (FRA)           | DNF         |
| 167         | Ludovic Robeet (BEL)          | DNF         |

| Movistar Team MOV | Movistar Team MOV             | Movistar Team MOV |
| ----------------- | ----------------------------- | ----------------- |
| Núm               | Ciclista                      | Pos               |
| 171               | Alexander Aranburu Deba (ESP) | 113è              |
| 172               | Jorge Arcas (ESP)             | 121è              |
| 173               | Jon Barrenetxea (ESP)         | DNF               |
| 174               | Carlos Canal Blanco (ESP)     | 105è              |
| 175               | Davide Formolo (ITA)          | 46è               |
| 176               | Iván García Cortina (ESP)     | 84è               |
| 177               | Johan Jacobs (SUI)            | DNF               |

| TDT-Unibet TDT | TDT-Unibet TDT           | TDT-Unibet TDT |
| -------------- | ------------------------ | -------------- |
| Núm            | Ciclista                 | Pos            |
| 181            | Hartthijs de Vries (NED) | 88è            |
| 182            | Owen Geleijn (NED)       | 101è           |
| 183            | Jelle Johannink (NED)    | 55è            |
| 184            | Tomáš Kopecký (CZE)      | 116è           |
| 185            | Zeb Kyffin (GBR)         | 117è           |
| 186            | Lander Loockx (BEL)      | DNF            |
| 187            | Adam Ťoupalík (CZE)      | 64è            |

| Uno-X Mobility UXM | Uno-X Mobility UXM               | Uno-X Mobility UXM |
| ------------------ | -------------------------------- | ------------------ |
| Núm                | Ciclista                         | Pos                |
| 191                | Martin Bugge Urianstad (NOR)     | 91è                |
| 192                | Odd Christian Eiking (NOR)       | 25è                |
| 193                | Markus Hoelgaard (NOR)           | 34è                |
| 194                | Anders Halland Johannessen (NOR) | DNF                |
| 195                | Tobias Halland Johannessen (NOR) | 70è                |
| 196                | Andreas Leknessund (NOR)         | 26è                |
| 197                | Anders Skaarseth (NOR)           | 97è                |

| Team Flanders-Baloise TFB | Team Flanders-Baloise TFB | Team Flanders-Baloise TFB |
| ------------------------- | ------------------------- | ------------------------- |
| Núm                       | Ciclista                  | Pos                       |
| 201                       | Kamiel Bonneu (BEL)       | 31è                       |
| 202                       | Toon Clynhens (BEL)       | DNF                       |
| 203                       | Lars Craps (BEL)          | DNF                       |
| 204                       | Ward Vanhoof (BEL)        | DNF                       |
| 205                       | Elias Maris (BEL)         | 87è                       |
| 206                       | Vincent Van Hemelen (BEL) | DNF                       |
| 207                       | Dylan Vandenstorme (BEL)  | DNF                       |

| Israel-Premier Tech IPT | Israel-Premier Tech IPT | Israel-Premier Tech IPT |
| ----------------------- | ----------------------- | ----------------------- |
| Núm                     | Ciclista                | Pos                     |
| 211                     | Simon Clarke (AUS)      | 54è                     |
| 212                     | Jakob Fuglsang (DEN)    | 76è                     |
| 213                     | Krists Neilands (LAT)   | 100è                    |
| 214                     | Corbin Strong (NZL)     | 96è                     |
| 215                     | Dylan Teuns (BEL)       | 15è                     |
| 216                     | Stephen Williams (GBR)  | 43è                     |
| 217                     | Jake Stewart (GBR)      | DNF                     |

| Lotto Dstny LTD | Lotto Dstny LTD             | Lotto Dstny LTD |
| --------------- | --------------------------- | --------------- |
| Núm             | Ciclista                    | Pos             |
| 221             | Maxim Van Gils (BEL)        | 20è             |
| 222             | Jenno Berckmoes (BEL)       | 60è             |
| 223             | Jarrad Drizners (AUS)       | DNF             |
| 224             | Pascal Eenkhoorn (NED)      | 58è             |
| 225             | Andreas Kron (DEN)          | 40è             |
| 226             | Mathijs Paasschens (NED)    | DNF             |
| 227             | Jonas Gregaard Wilsly (DEN) | 78è             |

| Tudor Pro Cycling Team TUD | Tudor Pro Cycling Team TUD     | Tudor Pro Cycling Team TUD |
| -------------------------- | ------------------------------ | -------------------------- |
| Núm                        | Ciclista                       | Pos                        |
| 231                        | Sebastian Kolze Changizi (DEN) | DNF                        |
| 232                        | Aloïs Charrin (FRA)            | DNF                        |
| 233                        | Jacob Eriksson (SWE)           | 94è                        |
| 234                        | Lucas Eriksson (SWE) (ruta)    | 50è                        |
| 235                        | Miká Heming (GER)              | DNF                        |
| 236                        | Alexander Kamp (DEN)           | 27è                        |
| 237                        | Arthur Kluckers (LUX)          | DNF                        |

| Q36.5 Pro Cycling Team Q36 | Q36.5 Pro Cycling Team Q36       | Q36.5 Pro Cycling Team Q36 |
| -------------------------- | -------------------------------- | -------------------------- |
| Núm                        | Ciclista                         | Pos                        |
| 241                        | Gianluca Brambilla (ITA)         | 23è                        |
| 242                        | Walter Calzoni (ITA)             | 85è                        |
| 243                        | David de la Cruz Melgarejo (ESP) | 62è                        |
| 244                        | Mark Donovan (GBR)               | 49è                        |
| 245                        | Alessandro Fancellu (ITA)        | 63è                        |
| 246                        | Damien Howson (AUS)              | 124è                       |
| 247                        | Joey Rosskopf (USA)              | DNF                        |